# Daniel Buskovius
Daniel Buskovius, svensk kaplan, född i Buskåker, Stora Tuna socken, Dalarna 25 augusti 1599, död 11 juni 1677 i Kumla, Västmanland. Han ledde den svenska erövringen av Särna och Idre 1644. Han var kyrkoherde i Kumla församling, Västerås stift från 1654 till sin död och ligger begravd på kyrkogården där.

## Biografi
Daniel Buskovius var son till kyrkoherden i Älvdalen, Johan Birgeri Moræus och Justina Larsdotter, samt svåger till faderns efterträdare Petrus Laurentii Sudermannus. Gift med Brita Larsdotter. En dotter till honom var mor till Petrus Georgii Schiffer.
Buskovius studerade i Västerås och prästvigdes 1630. Därefter insattes han som kaplan i Älvdalen, Västerås stift, där han under Torstensonskriget ledde intagandet av byarna Särna och Idre 1644, som sedan dess tillhört Sverige. 
Landshövding Peter Kruse i Falun, hade av regeringen uppdragits förmå dalkarlarna att anfalla Norge, och allmogen som samlades i Mora, befanns villig att göra så, men gillade ingen av anförare landshövdingen föreslog. Efterhand frågade han den samlade folkmassan, vem de önskade, då de med en mun ropade: »Få vi vårom Daniel!», därmed menandes Buskovius. Buskovius, som för sitt prästerliga stånds skull ogärna mottog uppdraget, övertalades av landshövdingen och prosten, mäster Olof, och erhöll en fullmakt att åt folket i Särna erbjuda gudstjänst, lag och rätt. Om detta ej var möjligt, skulle våld brukas. I spetsen för två hundra morakarlar och älvdalingar, samt med en gammal soldat och klockaren, som i egenskap av adjutanter bar handbok och sockenbudstyg, begav han sig i väg. Efter fyra dagars vandring nåddes Särna. Företaget lyckades över förväntan, då Särna gav sig utan blodutgjutelse, och redan följande söndag kunde Buskovius predika i deras kapell, utdela nattvarden och döpa flera barn, varav några var så stora, att de under dopet tog tag i handboken och rev sönder bladen. När uppdraget utförts återvände han och medförde ombud från varje byalag, som på särnabornas vägnar inför landshövdingen svor Sveriges krona tro- och huldhetsed. För sin insats, vilket föranledde Edvard Fredin till att göra honom till huvudpersonen i diktcykeln »Vår Daniel», belönades han med en årlig belöning på tolv tunnor spannmål. År 1645 blev han kaplan i Kopparbergs församling, och 1654 kyrkoherde i Kumla församling, Västerås stift, där han bodde fram till sin död 1677.

## Buskoviusstenen

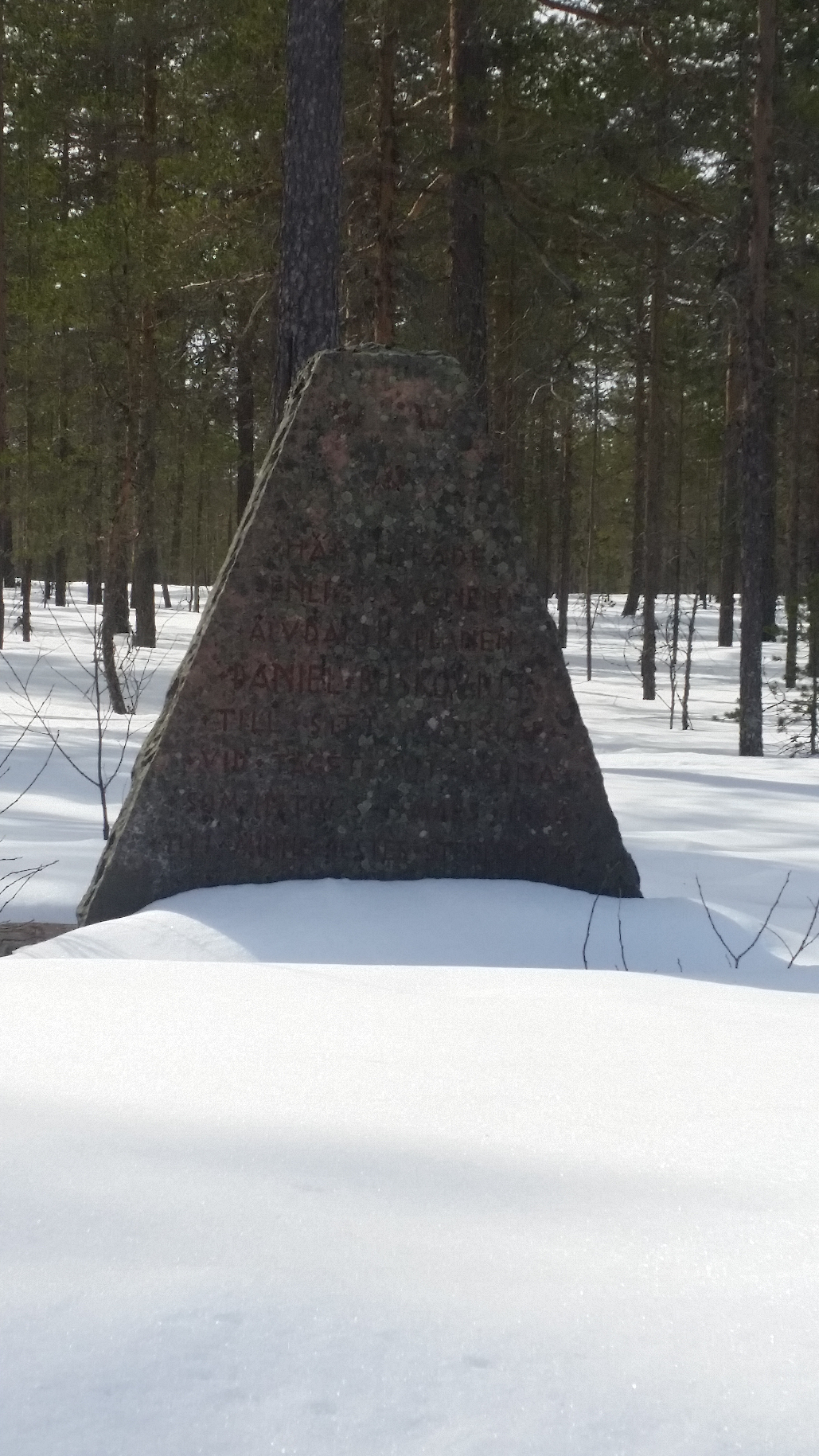
Buskoviusstenen

Längs riksväg 70 mellan Älvdalen och Särna, står strax söder om Bunkris en minnessten på vägens västra sida.
Inskriptionen lyder:
"HÄR TALADE ENLIGT SÄGNEN ÄLVDALSKAPLANEN DANIEL BUSKOVIUS TILL SITT MANSKAP VID TÅGET MOT SÄRNA SOM INTOGS 1 MARS 1644. TILL MINNE RESTES STENEN 1925"
En annan sten tillägnad Buskovius återfinns vid Särna gammelkyrka.